# Matangapis alticola
Matangapis alticola is een bij uit de familie Megachilidae. De wetenschappelijke naam van de soort werd als Megachile alticola in 1902 gepubliceerd door Peter Cameron.